# Ezaki Glico
Ezaki Glico K.G. (江崎グリコ株式会社 Ezaki Guriko Kabushiki-gaisha?) (TYO: 2206) es una compañía japonesa de confitería, cuya sede corporativa tiene su ubicación en la ciudad de Osaka. Son los fabricantes del tradicional dulce o caramelo Glico, y el muy reconocido y llamado Pocky (conocido como Mikado en Europa), y muchos otros confites.

## Historia
El nombre de la compañía, Glico, se deriva de un acortamiento del término glicógeno. El primer dulce o caramelo producido por la compañía se conoció como Glico-Caramel. El [[Glico 300 m running man / Hombre de la prueba de los 300 m de Glico]] tiene su origen en el nombre de este popular dulce o caramelo.

## Origen del nombre de la compañía/logotipo
El dulce o caramelo tiene 15,4 kcal, que es la cantidad de energía requerida por un hombre para recorrer 300 metros exactamente, (calculado desde la fórmula matemática a razón de una persona de 165 centímetros de altura, y cuyo peso sea de 55 kg, y recorriendo al trote un trayecto de 160 metros trotando un periodo de un minuto gastará 8,21 kcal. Sobre un periodo de 1,88 minutos el sujeto podrá recorrer 300 metros consumiendo únicamente 15,4 kcal).
El gran emblema de la compañía, ubicado encima del Dotonbori en Osaka, es un reconocido hito desde la construcción del área moderna de la ciudad en 1919. Enseña al hombre Glico corriendo el trayecto de los 300 metros sobre un carril de carreras azul, y se encuentra rodeado de otros reconocidísimos anuncios y distintivos de la ciudad de Osaka en el fondo. El gran cartel de luces de neón ha sido modificado en muchas ocasiones, con el fin de conmemorar grandes eventos como la Copa Mundial de Fútbol de 2002 y para levantar y animar a los ciudadanos de Osaka para alentar a su equipo local de béisbol, los Hanshin Tigers. Aparte de esto, el anuncio es reseñado muchas veces como un punto muy común de retratos y fotografías de locales como de los turistas que visitan la ciudad.
La empresa es también reconocida como el patrocinador de la serie de anime Tetsujin 28 (La versión japonesa original de Gigantor).